# Commonwealth Games 1986/Badminton
Die 13. Commonwealth Games fanden vom 24. Juli bis 2. August 1986 in der schottischen Hauptstadt Edinburgh statt. Folgend die Medaillengewinner im Badminton.

## Medaillengewinner
| Disziplin    | Gold | Silber | Bronze |
| ------------ | --- | --- | --- |
| Herreneinzel | Steve Baddeley | Sze Yu | Nick Yates |
| Dameneinzel  | Helen Troke | Fiona Elliott | Gillian Clark |
| Herrendoppel | Billy Gilliland Dan Travers | Andy Goode Nigel Tier | Kerrin Harrison Glenn Stewart |
| Damendoppel  | Gillian Clark Gillian Gowers | Johanne Falardeau Denyse Julien | Fiona Elliott Helen Troke |
| Mixed        | Michael Scandolera Audrey Tuckey | Andy Goode Fiona Elliott | Billy Gilliland Christine Heatly |
| Mannschaft   | England (Andy Goode, Fiona Elliott, Gillian Clark, Gillian Gowers, Helen Troke, Nigel Tier, Nick Yates, Richard Outterside, Steve Baddeley) | Kanada (Claire Backhouse, Denyse Julien, John Goss, Johanne Falardeau, Ken Poole, Linda Cloutier, Mike deBelle, Mike Bitten, Mike Butler, Sandra Skillings) | Australien (Audrey Tuckey, Darren McDonald, Gordon Lang, Julie McDonald, Karen Jupp, Michael Scandolera, Paul Kong, Rhonda Cator, Tracey Small, Sze Yu) |

## Finalresultate
| Disziplin    | Sieger                           | Finalist                        | Ergebnis   |
| ------------ | -------------------------------- | ------------------------------- | ---------- |
| Herreneinzel | Steve Baddeley                   | Sze Yu                          | 15–8, 15–8 |
| Dameneinzel  | Helen Troke                      | Fiona Elliott                   | 11–4, 11–4 |
| Herrendoppel | Billy Gilliland Dan Travers      | Andy Goode Nigel Tier           | 15-8, 15-5 |
| Damendoppel  | Gillian Clark Gillian Gowers     | Denyse Julien Johanne Falardeau | 15–6, 15–7 |
| Mixed        | Michael Scandolera Audrey Tuckey | Andy Goode Fiona Elliott        | 15-7, 15-5 |
| Team         | England                          | Kanada                          | 5-0        |